# リマンド
リマンド (Remand) はイギリスの競走馬。イギリスで重賞を4勝し、1969年に種牡馬として日本へ輸出され、東京優駿（日本ダービー）優勝馬オペックホース、優駿牝馬（オークス）優勝馬アグネスレディー、テンモンなど、多くの活躍馬を輩出した。

## 経歴
競走馬時代は10戦6勝。デビューから重賞3つを含む4連勝を果たし、エプソムダービーでは2番人気に支持されたが、サーアイヴァーの4着と敗れている。のちに骨折し、約1年の休養から復帰後も重賞を勝ち鞍に加えたが、現在でいうG1格の競走には手が届かず、4歳秋の凱旋門賞7着を最後に競走馬を引退。直後に種牡馬として日本へ輸出された。
翌1970年から日本で種牡馬生活を始めたが、当初は南関東公営競馬を中心とした地方競馬の活躍馬が多く、中央競馬に入った産駒には下級重賞で勝負するハンデキャップタイプの馬が多かった。しかし1978年にタマモアサヒが阪神3歳ステークスを制すると、翌年にはアグネスレディーが優駿牝馬に優勝、その後もオペックホース、テンモンとクラシック競走の優勝馬が相次いで出現し、瞬く間に一流種牡馬の仲間入りを果たした。
以降、1983年のクラシックでミスターシービーのライバルと言われたメジロモンスニーや、その同期で大井の三冠馬サンオーイ などの活躍馬を送り出したが、翌1984年春、種付け中に心臓発作を起こして急死した。19歳だった。その後、このシーズンの種付けで生まれた牝馬タレンティドガールが、1987年にマックスビューティの牝馬三冠を阻止してエリザベス女王杯に優勝している。
距離万能の種牡馬だったがとくに長距離で強く、母の父として、名うての長距離馬として知られたメジロデュレン、メジロマックイーン兄弟に影響を与えている。また産駒最初のクラシック優勝馬アグネスレディーは繁殖牝馬としても桜花賞優勝馬アグネスフローラを産み、さらにその産駒のアグネスフライト、アグネスタキオン兄弟がリマンドの血を現在に伝えている。

## 主な産駒
※太字はダートグレード競走を除く、現在のGI、JpnI競走優勝馬
- 1972年産
  - グレイトファイター（小倉大賞典）
  - シタヤロープ（全日本3歳優駿、平和賞、青雲賞、黒潮盃）
- 1973年産
  - ライバフット（京王杯オータムハンデキャップ）
  - ヤクモチャーター（平和賞）
  - クインリマンド（桜花賞2着）
- 1975年産
  - リマンドタイコウ（東京3歳優駿牝馬、青雲賞）
  - タマモリマンド（京阪杯）
- 1976年産
  - アグネスレディー（優駿牝馬、京都記念・春、朝日チャレンジカップ）
    - 1979年度最優秀4歳牝馬

  - タマモアサヒ（阪神3歳ステークス）
  - イナドコトブキ（京都大賞典）
  - オオミシャダイ（北九州記念）
  - マイリマンド（全日本3歳優駿、青雲賞）
- 1977年産
  - オペックホース（東京優駿）
    - 1980年度最優秀4歳牡馬
- 1978年産
  - テンモン（朝日杯3歳ステークス、優駿牝馬、京成杯）
    - 1980年度最優秀3歳牝馬
    - 1981年度最優秀4歳牝馬
- 1979年産
  - トーアミステリアス（京都牝馬特別）
- 1980年産
  - メジロモンスニー（シンザン記念、高松宮杯）
  - サンオーイ（羽田盃、東京ダービー、東京王冠賞、東京大賞典、京浜盃）
- 1982年産
  - ヤクモデザイヤー（小倉記念）
- 1984年産
  - タレンティドガール（エリザベス女王杯）
  - エンドヒロー（平和賞）

### 主なブルードメアサイアー産駒
※現在のGI、JpnI競走優勝馬のみ記載
- メジロデュレン（菊花賞、有馬記念）
- メジロマックイーン（菊花賞、天皇賞・春2回、宝塚記念、阪神大賞典2回、京都大賞典2回、大阪杯）
  - 1991年度最優秀5歳以上牡馬
  - 顕彰馬
- アグネスフローラ（桜花賞）
  - 1990年度最優秀4歳牝馬

## 血統表
| リマンドの血統Blandford系 / 4代内アウトブリード | リマンドの血統Blandford系 / 4代内アウトブリード | リマンドの血統Blandford系 / 4代内アウトブリード | （血統表の出典）    | （血統表の出典） |
| 父 Alcide 1955 鹿毛 イギリス                    | 父の父Alycidon 1945 栗毛 イギリス               | Donatello                                       | Blenheim            | Blenheim         |
| 父 Alcide 1955 鹿毛 イギリス                    | 父の父Alycidon 1945 栗毛 イギリス               | Donatello                                       | Delleana            |                  |
| 父 Alcide 1955 鹿毛 イギリス                    | 父の父Alycidon 1945 栗毛 イギリス               | Aurora                                          | Hyperion            | Hyperion         |
| 父 Alcide 1955 鹿毛 イギリス                    | 父の父Alycidon 1945 栗毛 イギリス               | Aurora                                          | Rose Red            |                  |
| 父 Alcide 1955 鹿毛 イギリス                    | 父の母Chenille 1940 鹿毛 イギリス               | King Salmon                                     | Salmon-Trout        | Salmon-Trout     |
| 父 Alcide 1955 鹿毛 イギリス                    | 父の母Chenille 1940 鹿毛 イギリス               | King Salmon                                     | Malva               |                  |
| 父 Alcide 1955 鹿毛 イギリス                    | 父の母Chenille 1940 鹿毛 イギリス               | Sweet Aloe                                      | Cameronian          | Cameronian       |
| 父 Alcide 1955 鹿毛 イギリス                    | 父の母Chenille 1940 鹿毛 イギリス               | Sweet Aloe                                      | Aloe                |                  |
| 母 Admonish 1958 芦毛 アイルランド              | 母の父Palestine 1948 芦毛 イギリス              | Fair Trial                                      | Fairway             | Fairway          |
| 母 Admonish 1958 芦毛 アイルランド              | 母の父Palestine 1948 芦毛 イギリス              | Fair Trial                                      | Lady Juror          |                  |
| 母 Admonish 1958 芦毛 アイルランド              | 母の父Palestine 1948 芦毛 イギリス              | Una                                             | Tetratema           | Tetratema        |
| 母 Admonish 1958 芦毛 アイルランド              | 母の父Palestine 1948 芦毛 イギリス              | Una                                             | Uganda              |                  |
| 母 Admonish 1958 芦毛 アイルランド              | 母の母Warning 1950 栗毛 イギリス                | Chanteur                                        | Chateau Bouscaut    | Chateau Bouscaut |
| 母 Admonish 1958 芦毛 アイルランド              | 母の母Warning 1950 栗毛 イギリス                | Chanteur                                        | La Diva             |                  |
| 母 Admonish 1958 芦毛 アイルランド              | 母の母Warning 1950 栗毛 イギリス                | Vertencia                                       | Deiri               | Deiri            |
| 母 Admonish 1958 芦毛 アイルランド              | 母の母Warning 1950 栗毛 イギリス                | Vertencia                                       | Advertencia F-No.16 |                  |

父アルサイドはセントレジャーステークス、キングジョージ6世&クイーンエリザベスステークスなどの優勝馬で、祖父アリシドンもイギリスの長距離三冠を制している長距離血統である。半妹リビューク（父サッチ）の仔にイギリスとフランスで重賞2勝のタンネンベルクがいる。

## 備考
1. ↑  この競走には日本からスピードシンボリが出走していた。
2. ↑  アグネスレディーの母イコマエイカンとは非常に相性が良く、この配合で生まれた産駒7頭のうち、アグネスレディー、グレイトファイター、タマモリマンドが重賞優勝馬、クインリマンドが桜花賞で2着となっている。